# Carboneros
Carboneros is een gemeente in de Spaanse provincie Jaén in de regio Andalusië met een oppervlakte van 58,61 km². Carboneros telt 630 inwoners (1 januari 2016).

## Demografische ontwikkeling
Bron: INE, 1857-2011: volkstellingen